# Miss Venezuela 1974
El Miss Venezuela 1974 fue la vigésima primera (21º) edición del certamen Miss Venezuela, la cual se celebró en Caracas, Venezuela el 30 de mayo de 1974. La ganadora del concurso fue Neyla Moronta, Miss Zulia. 
El concurso fue transmitido por Venevisión desde el Club de Suboficiales de las Fuerzas Armadas en Caracas, Venezuela. En la conclusión de la noche final de la competencia la reina saliente, Desirée Rolando, coronó a Neyla Moronta Sangronis, del estado Zulia, como la nueva Miss Venezuela.

## Resultados
| Resultado           | Candidata                               |
| ------------------- | --------------------------------------- |
| Miss Venezuela 1974 | - Zulia — Neyla Moronta                 |
| 1ª Finalista        | - Departamento Vargas — Alicia Rivas +  |
| 2ª Finalista        | - Distrito Federal — Marisela Carderera |
| 3ª Finalista        | - Mérida — Gladys García                |
| 4ª Finalista        | - Yaracuy — Sikiú Hernández             |

### Premios especiales
- Miss Amistad: Gladys Marlene García (Mérida)

- Miss Fotogénica: Neyla Moronta (Zulia)

- Miss Simpatía: Sonia Fuentes (Aragua)

## Candidatas oficiales
| Estado              | Candidata                                             |
| ------------------- | ----------------------------------------------------- |
| Amazonas            | Ramona Josefina -Monona- Pizani Orsini                |
| Aragua              | Sonia Fuentes Figueroa                                |
| Bolívar             | Clara María Renée Azanza Sánchez                      |
| Carabobo            | Ana María Rodríguez                                   |
| Departamento Vargas | Alicia Rivas Serrano +                                |
| Distrito Federal    | María Isabel del Carmen -Marisela- Carderera Marturet |
| Guárico             | Xiomara Guerrero                                      |
| Lara                | Jenny Pineda Montoya *                                |
| Mérida              | Gladys Marlene García                                 |
| Miranda             | Reneé Porras                                          |
| Monagas             | Mabel Morella Vargas                                  |
| Nueva Esparta       | Maria Elena Ramírez Padrón                            |
| Táchira             | Maria Auxiliadora Colmenares                          |
| Yaracuy             | Sikiú Hernández Roldán                                |
| Zulia               | Neyla Chiquinquira Moronta Sangronis                  |

## Participación en concursos internacionales
- Neyla Moronta asistió al Miss Universo 1974 celebrado en Manila, Filipinas. No clasificó.
- Alicia Rivas fue al Miss Mundo 1974 celebrado en Londres, Inglaterra. No figuró.
- Marisela Carderera compitió en el Miss Internacional 1974 en Tokio, Japón. No clasificó.
- Gladys García iría al Miss Young Internacional 1975. Renunció a su participación.
- Sonia Fuentes compitió en el Reinado Latinoamericano del Acero 1974. No figuró.
- Clara María Azanza fue al Reinado Internacional del Café 1975, llevado a cabo en Manizales, Colombia. No clasificó.

## Eventos posteriores y Notas
- Neyla Moronta (Zulia) hizo carrera como modelo y presentadora de televisión después de su reinado, además de graduarse de odontóloga. Es de hacer notar que también realizó una participación especial en la película de Gordon Hessler Atraco en la jungla (1976), junto a Robert Vaughn.
- Jenny Pineda Montoya (Lara) es hermana de Maritza Pineda Montoya quien sería, posteriormente, Miss Venezuela 1975.
- María Elena Ramírez Padrón (Nueva Esparta) es hermana de Ana Cecilia Ramírez Padrón, Miss Distrito Federal 1973 y 2ª finalista de dicha edición.